# Adam Weishaupt

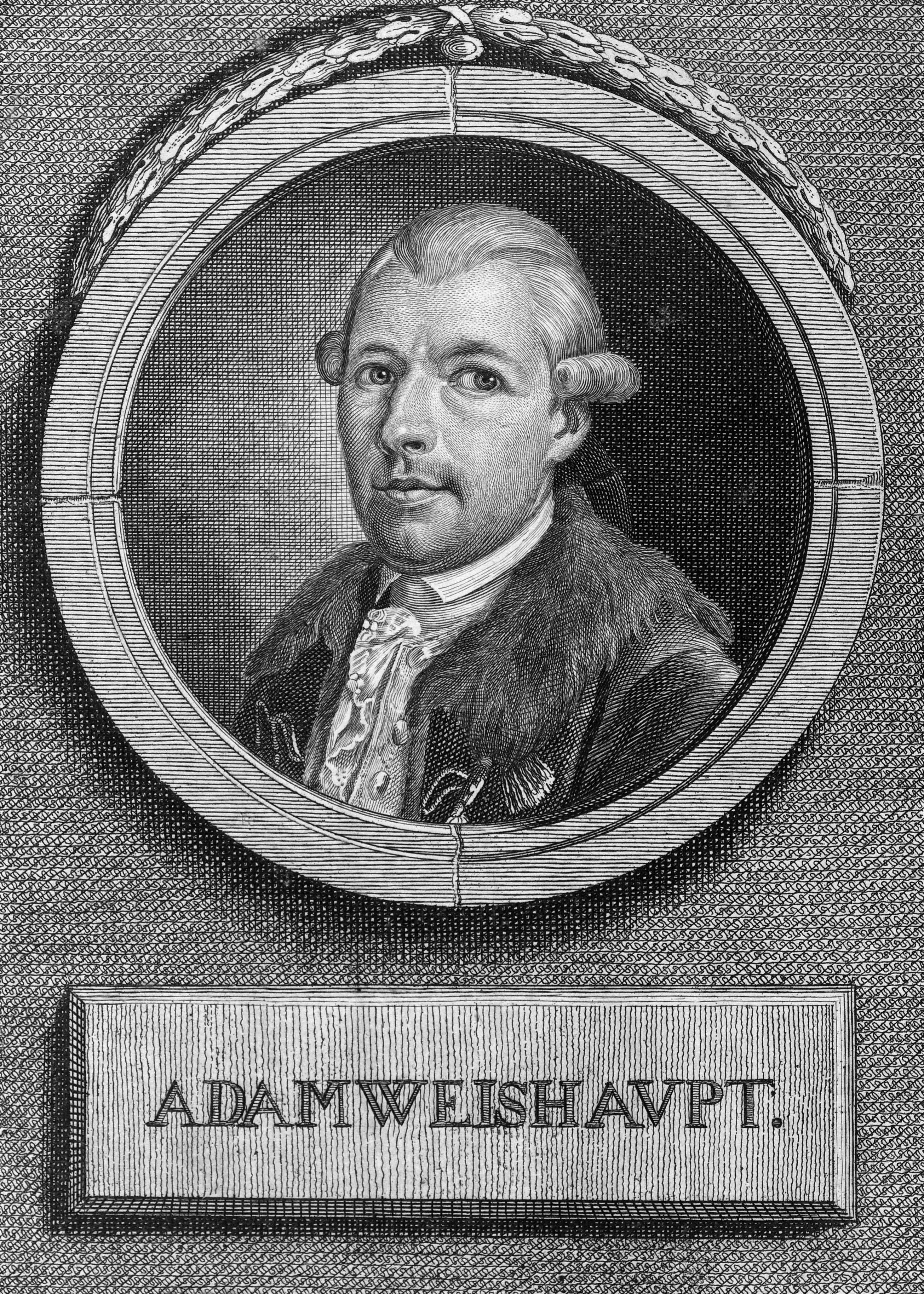
Adam Weishaupt

Johann Adam Weishaupt (6. únor 1748, Ingolstadt – 18. listopad 1830, Gotha) byl německý filozof a zakladatel řádu Iluminátů, tajné bavorské společnosti radikálních osvícenců.

## Život
Jeho otec zemřel v pouhých jeho pěti letech, ujal se ho pak jeho kmotr Johann Adam Freiherr von Ickstatt. Přestože byl Ickstatt jezuitou a i Weishaupta přiměl ke vstupu do jezuitského řádu, nasměroval ho spíše k myšlenkám osvícenským a racionalistickým. Weishaupt vystudoval práva na univerzitě v rodném Ingolstadtu a tamtéž se stal i profesorem práva. Za pobytu na univerzitě v Göttingenu ho silně ovlivnila empiricistická filozofie Johanna Georga Heinricha Federa, Feder i Weishaupt pak svorně oponovali Kantově idealismu. Roku 1776 založil tajný řád, pro nějž se časem vžilo označení „bavorští ilumináti“ (pojem „ilumináti“ se později stal spíše obecným označením v mnoha konspiračních teoriích a hlásili se k němu různé skupiny jen málo sousející s Weishauptovou činností). Řád chtěl šířit osvícenské myšlenky, připisuje se mu většinou vyšší míra ateismu než zednářům. Weishaupt ovšem roku 1777 vstoupil i do zednářské lóže Theodor zum guten Rath. Iluminátský řád byl zakázán bavorskou vládou Karla Theodora roku 1784, načež Weishaupt odešel pod ochranu knížete Ernesta II. do jeho Sasko-Gotha-Altenburského knížectví. 11. srpna 1787 se mu v Řezně narodil syn Carl, který se během svého života vypracoval na bavorského ministra války. Adam Weishaupt zemřel v Gotě.

### Iluminátské spisy
- (1786) Apologie der Illuminaten, ISBN 978-3-7448-1853-7.
- (1786) Vollständige Geschichte der Verfolgung der Illuminaten in Bayern.
- (1786) Schilderung der Illuminaten.
- (1787) Einleitung zu meiner Apologie.
- (1787) Einige Originalschriften des Illuminatenordens.
- (1787) Nachtrage von weitern Originalschriften.
- (1787) Kurze Rechtfertigung meiner Absichten.
- (1787) Nachtrag zur Rechtfertigung meiner Absichten.
- (1787) Apologie des Mißvergnügens und des Übels.
- (1787) Das Verbesserte System der Illuminaten.
- (1788) Der ächte Illuminat, oder die wahren, unverbesserten Rituale der Illuminaten.
- (1795) Pythagoras, oder Betrachtungen über die geheime Welt- und Regierungskunst.

### Filozofické práce
- (1775) De Lapsu Academiarum Commentatio Politica.
- (1786) Über die Schrecken des Todes – eine philosophische Rede.
- (1786) Über Materialismus und Idealismus.
- (1788) Geschichte der Vervollkommnung des menschlichen Geschlechts.
- (1788) Über die Gründe und Gewißheit der Menschlichen Erkenntniß.
- (1788) Über die Kantischen Anschauungen und Erscheinungen.
- (1788) Zweifel über die Kantischen Begriffe von Zeit und Raum.
- (1793) Über Wahrheit und sittliche Vollkommenheit.
- (1794) Über die Lehre von den Gründen und Ursachen aller Dinge.
- (1794) Über die Selbsterkenntnis, ihre Hindernisse und Vorteile.
- (1797) Über die Zwecke oder Finalursachen.
- (1802) Über die Hindernisse der baierischen Industrie und Bevölkerung.
- (1804) Die Leuchte des Diogenes.
- (1817) Über die Staats-Ausgaben und Auflagen.
- (1818) Über das Besteuerungs-System.